# 圣斯德望殉道
《圣斯德望殉道》（義大利語：Santo Stefano condotto al martirio e lapidazione di santo Stefano）是一幅湿壁画，位于梵蒂冈宗座宫的尼各老小堂，由真福安杰利科修士和贝诺佐·戈佐利绘制于1447-1448年，尺寸为322 x 412 厘米。这幅湿壁画位于右墙的半月楣，是《圣老楞佐的生平事迹》组画的第五和第六幅（也是最后一幅）。

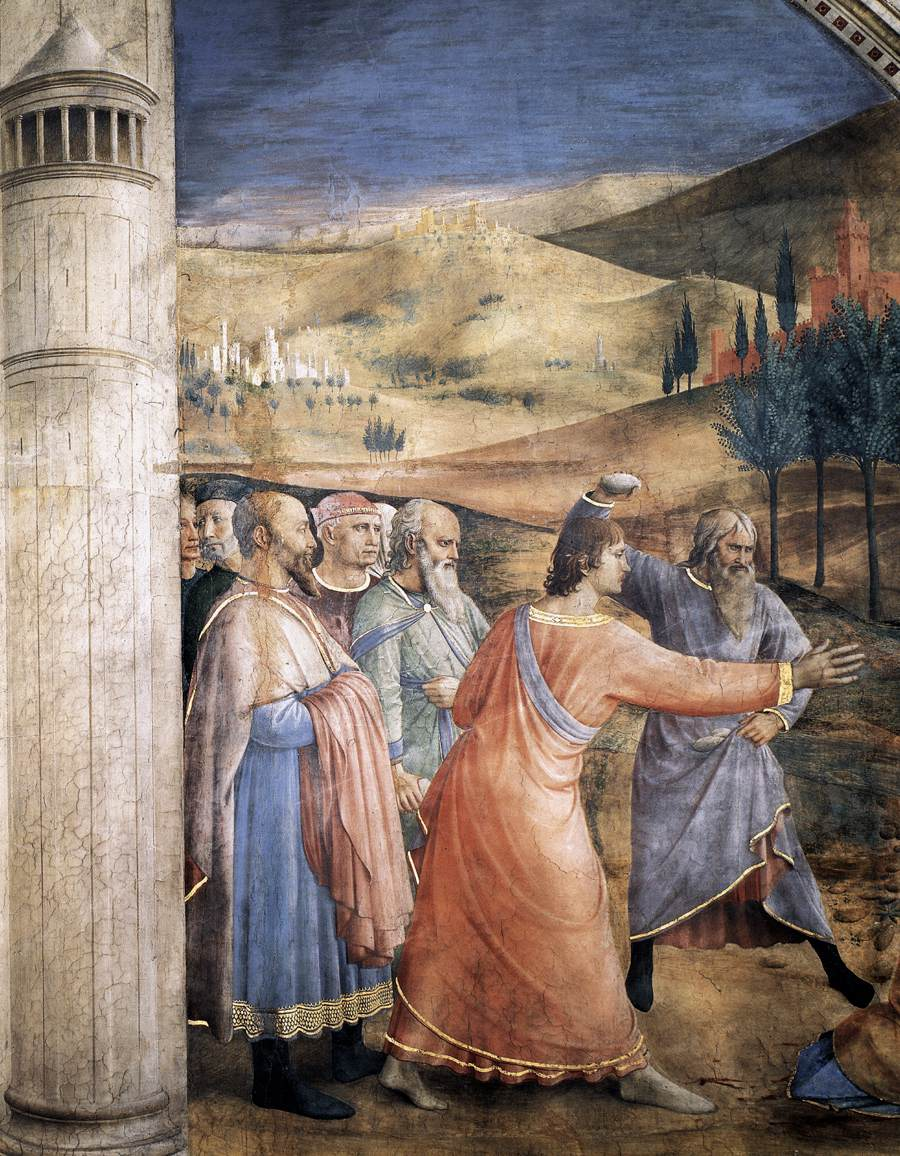
细部

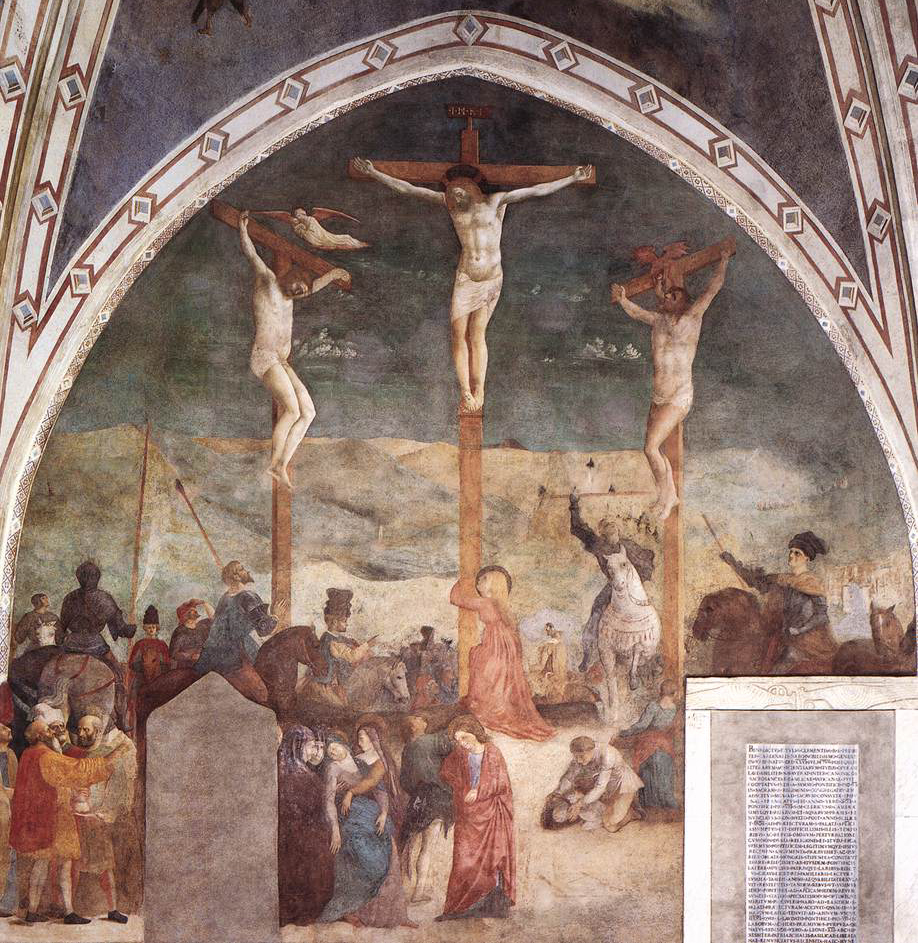
细部